# Galagete cinerea
Galagete cinerea is een vlinder uit de familie van de dominomotten (Autostichidae). De wetenschappelijke naam van de soort is voor het eerst geldig gepubliceerd in 2002 door Bernard Landry. De soort is endemisch op de Galapagoseilanden.